# Океанска клима
Океанска клима је клима карактеристична за океанске просторе умерених ширина, као и за западне рубове континената истих ширина. Формира се захваљујући снажним ваздушним масама над великим акваторијима. Карактерише је мала температурна амплитуда, повишена влажност ваздуха (већа над океанима него над копном) и изразита ваздушна струјања. Заступљена је над Атлантским и Тихим океаном и у западним обалним пределима Евроазије (Португалија, Француска, Бенелукс, Британија) и Северне Америке (Канада, САД). У овим пределима су честе кише и појава магле.